# Armoiries de Tristan da Cunha
Les armoiries de Tristan da Cunha furent adoptées en 2002. Elles sont composées d'un champ d'azur et d'argent, dans lequel figure deux albatros d'argent dans sa partie supérieure et deux d'azur dans sa partie inférieure. Au centre du blason figure un losange d'argent et d'azur pour ainsi faire le contraire des couleurs. Le blason est soutenu par deux langoustes, espèce qui se pêche beaucoup dans ces îles. Le tout est surmonté d'un heaume d'azur couronné d'une couronne navale ainsi qu'une chimère avec une forme de voilier. Dans la partie inférieure, sur une ceinture, on peut lire la devise du territoire Our faith is our strength (« Notre foi est notre force »).